# Chárkia
Chárkia, en grec moderne : Χάρκια, est un village du dème de Réthymnon, en Crète, en Grèce. Selon le recensement de 2011, la population de Chárkia compte 62 habitants. Le village est situé à 17 km de Réthymnon.
Des vestiges de l'époque minoenne tardive ont été mis au jour dans la région.
Chárkia est situé sur un site qui était probablement dans le passé la frontière sud de la région de l'ancienne Aríon ou Agríos. La rivière A(g)ríos, l'actuelle gorge d'Arkadí, définissait la frontière entre Aríon  et Milopotámos. Sa limite occidentale était le Xerokámaro près de Rethymnon, tandis que sa limite méridionale aurait atteint les régions où se trouvent aujourd'hui Chárkia et Kavoúsi. On peut donc dire que l'A(g)rios comprenait l'actuelle municipalité d'Arkadi. Le nom de cette région existe au moins depuis le IXe – Xe siècle jusqu'à la conquête de la Crète par les Turcs.